# Lill-Märratjärnen
Lill-Märratjärnen är en sjö i Älvdalens kommun i Dalarna och ingår i Dalälvens huvudavrinningsområde.